# 251449 Olexakorolʹ
251449 Olexakorolʹ este un asteroid din centura principală de asteroizi.

## Descriere
251449 Olexakorolʹ este un asteroid din centura principală de asteroizi. A fost descoperit pe 11 februarie 2008 la observatorul astronomic din Andrușivka. Asteroidul prezintă o orbită caracterizată de o semiaxă mare de 2,77 ua, o excentricitate de 0,11 și o înclinație de 8,7° în raport cu ecliptica.